# GCompris
GCompris est un logiciel ludique et éducatif destiné aux enfants de 2 à 10 ans. Il propose plus de 100 activités ludiques et pédagogiques telles que de la géographie, l'explication du cycle de l'eau, de l'électricité, des exercices de mathématiques, des casse-têtes, des puzzles, ainsi que la découverte de l'ordinateur. C'est un logiciel libre créé par Bruno Coudoin en 2000, il fonctionne sur les systèmes d'exploitation Windows, GNU/Linux, BSD, macOS et Android. Il est inclus dans plusieurs distributions Linux et est distribué sous licence GNU GPL.
GCompris est utilisé dans les écoles. Un module d'administration permet aux enseignants de sélectionner un sous ensemble des activités afin de proposer aux élèves uniquement celles adaptées à leur âge et leurs connaissances.
GCompris fournit par ailleurs une plate-forme de développement en Python ce qui permet très simplement de créer de nouvelles activités. GCompris fait partie du projet GNU.
GCompris a reçu le prix éducatif lors des Trophées du libre qui ont été décernés à Soissons le 24 mai 2003.

## Utilisation
La présentation de GCompris est volontairement simple, sobre et attractive pour les enfants: un écran très simple, avec une barre de navigation du côté gauche. Lorsque l'enfant clique sur une image de la barre de navigation, une série d'images apparaissent au centre de l'écran, lui permettant de choisir une activité. Dans certaines activités des explications sont données par oral - pour les enfants qui ne savent pas lire.
GCompris permet d'entraîner les tout petits aux puzzles, à l'utilisation de l'ordinateur, la reconnaissance de forme, la lecture et les maths.
GCompris est traduit en plus de 50 langues de toutes les régions du monde notamment l'arabe, le chinois, l'estonien, le grec, le gujarati, l'hébreu, le kinyarwanda, le malais, le népalais, le polonais, le serbe, le thaï et le vietnamien.
Les différentes éditions offrent gratuitement une centaine d'activités,. Conçu à l'origine pour favoriser l'utilisation des logiciels libres, GCompris est désormais en accès libre sur toutes les plateformes.
Un module d'administration est accessible en lançant GCompris via une icône distincte. Celui-ci peut être utilisé par les enseignants, dans le but de proposer aux élèves uniquement des activités adaptées à leur âge et leur niveau de connaissance, par création de profil types, et de classes (groupes d'élèves). Une fonction permet également de voir les résultats des exercices de chaque élève.

## Popularité
Le développement de GCompris a commencé en 2000. Il a été motivé par le manque de logiciels libres destinés aux enfants, et la volonté de promouvoir Linux dans les écoles. Le produit a été testé par les enfants de l'auteur.
GCompris est soutenu officiellement par la Free Software Foundation,. De nombreuses personnes ont apporté leur contribution à GCompris. Ils ont apporté notamment des traductions, des images, de nouvelles activités, et des paquets pour les différentes distributions Linux.
GCompris est disponible sur les live CD Linux ASRI Edu, DoudouLinux, Edubuntu, Emmabuntüs, Kaella, Knoppix, PrimTux et Mageia. Il est utilisé dans de nombreuses écoles ; par exemple, il a été distribué à 300 écoles de l'île Maurice, il est utilisé à l'école maternelle de Dijon, l'école Schaller de Bruxelles, le collège de Lausanne en Suisse, ou l'institut médico-social de Étalle en Belgique. GCompris fait partie du programme officiel en Inde.
GCompris est incorporé dans l'ordinateur XO-1 destiné aux enfants du programme One Laptop per Child. Cet ordinateur permet d'utiliser les modules géographie, jeu d'échecs, sudoku, tangram, poids et mesure, et découverte de l'électricité de GCompris.
Bien que GCompris a été disponible sur iOS, ce n'est plus le cas en raison de difficultés de maintenabilité sur cette plateforme.